# 勐永镇区
勐永镇区，又译迈姚镇区、孟阳镇区、孟勇镇区，是缅甸掸邦勐永县下辖的一个镇区，治所位于勐永。